# Waterput van Scherpenheuvel
De waterput van Scherpenheuvel is een erfgoedobject in de gemeente Scherpenheuvel-Zichem (Vlaams-Brabant), gelegen aan het Albertusplein.
Deze waterput werd aangelegd in 1632 en bevindt zich sinds 1871 in een bakstenen gebouwtje. De eigenlijke put is gebouwd in ijzerzandsteen. Grondwater werd uit de 62 meter diepe put naar boven gehaald met behulp van een tredmolen waarvan het tredrad een diameter van 3 meter had. De put stond in voor de watervoorziening van Scherpenheuvel, maar men moest tot 1910 voor het water betalen, al kreeg men korting als men zelf de tredmolen bediende.
Tegenwoordig is de put buiten gebruik. De diepte bedraagt nog 42 meter.